# Кичевска контрачета
Кичевската контрачета е чета, създадена с помощта на българските власти във Вардарска Македония с цел борба срещу комунистическите партизани.
Създадена е на 12 октомври 1943 година от Велко Мирчев, дошъл от България, и Димо Соколов – Брадата. Начело на четата застава Соколов, като броят ѝ достига до 12 души и има за район на действие селата Козица, Белица, Кладник и Преко Турла. В друг период командир на четата е майор Димитър Митев, командир на 10-и подучастък при село Цер. На 17 октомври четата убива югославските партизани Живко Тюфекджиоски и Трифко от Гостиварско, след това залавят група партизани и ги провождат в българското полицейско управление в Цер. Контрачетата е унищожена през април 1944 година..